# Гамфрі Гілберт
Га́мфрі Гі́лберт (англ. Humphrey Gilbert; 1539 — 9 вересня 1583) — англійський військовий та навігатор, одноутробний брат сера Волтера Релі і двоюрідний брат сера Річарда Гравіла.

## Біографія
Народився 5 серпня 1539 року в Девонширі. Вивчав навігацію і військову справу в Оксфорді. Записався в армію і був поранений при облозі Гавра (1563). У 1566 році запропонував експедицію з метою пошуку північно-західного проходу між Англією і Далеким Сходом.
Королева Англії Єлизавета I відкинула цю пропозицію і натомість направила Гілберта до Ірландії, де він жорстоко придушив повстання (1567—1570 роки) і почав розробку плану протестантської колонізації провінції Манстер у південній частині Ірландії. Для цієї діяльності він був посвячений у лицарі в 1570 році у віці 31 року.
У 1572 році командував півтора тисячами англійських добровольців, направлених для участі в опорі Нідерландів проти Іспанії.
До середини 1570 року Гілберт почав застосовувати свій ірландський досвід колонізації до Північної Америки. У 1577 році він висунув план захоплення Ньюфаундлендом риболовецьких флотів Іспанії, Португалії і Франції; окупації Санто-Домінго і Куби, а також перехопленню суден, що перевозять американське срібло до Іспанії. Єлизавета I ігнорувала його пропозиції. У 1578 році Гілберт отримав завдання заснувати колонію в Новому Світі. Експедиція 1578-1579 років не мала успіху, оскільки через штормову погоду суднам довелося повернутися до Англії.
Для фінансування нової експедиції Гілберт за сприяння свого зведеного брата Волтера Релі почав продавати землі не заснованої ще колонії. Релі також надав корабель і допоміг в отриманні дозволу від Єлизавети I. З п'ятьма суднами, на борту яких було 260 чоловік, Гілберт 11 червня 1583 року відплив з Плімута, а 3 серпня підійшов до Ньюфаундленду, де заснував невелику колонію Сент-Джонс.
На флотилії з трьох суден Гілберт зробив спробу обстежити узбережжя на південь від Сент-Джонса. Під час цієї подорожі найбільший корабель загинув, а з тими двома, які залишилися, він вирішив повернутися до Англії. Сам Гілберт плив на меншому судні «Сквіррел» водотоннажністю лише 10 тонн.
9 вересня 1583 року, стоячи на палубі свого корабля, який тонув, Гілберт вимовив свою знамениту фразу: «До неба так само — що з  моря, що з землі» («англ. We are as near heaven by sea as by land»). Увечері судно «Сквіррел» разом з Гілбертом затонуло поблизу Азорських островів.